# Hieracium submarginellum
Hieracium submarginellum — вид квіткових рослин з родини айстрових (Asteraceae). Вид зростає в Європі: Естонія, Латвія, Литва, північнозахідноєвропейська Росія; це багаторічна рослина.